# Significante

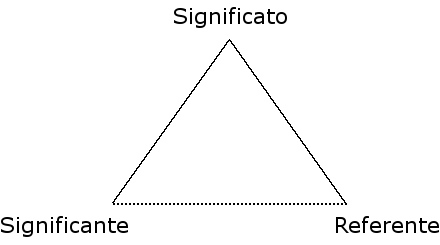
Il triangolo semiotico

In linguistica con significante si indica il piano dell'espressione (correlato al significato o piano del contenuto) all'interno di un segno. Il significante è la forma che rinvia a un contenuto. L'unione di forma e contenuto, la relazione fra significante e significato, definisce il segno, secondo le enunciazioni di Ferdinand de Saussure.

## Descrizione
Il significante è l'immagine acustica, ossia la rappresentazione mentale, astratta di un suono associato a un significato che invece è un concetto, ovvero la rappresentazione mentale che rimanda all'oggetto (il referente, ciò di cui si parla, un elemento extralinguistico): tracciando la lettera 'C' su un foglio, si avrà come segno un semicerchio nero, il cui significante sarà 'c' ed il cui significato sarà "la terza lettera dell'alfabeto".
Nodo cruciale degli studi di Saussure, significante e significato sono legati da un rapporto di presupposizione reciproca: la forma espressiva articola il contenuto; il contenuto può essere manifestato solo attraverso una forma significante. Per questo si dice che significante e significato siano come i due lati di uno stesso foglio.
Uno dei motivi dell'inscindibilità di significato e significante risiede nella natura stessa del loro rapporto che non è né naturale né convenzionale ma radicalmente arbitrario, cioè necessario e immotivato. La relazione di rinvio tra significante e significato è possibile grazie ad una doppia esclusione tra i significanti tra loro ed i significati tra loro e la corrispondenza delle classi delle due entità psichiche indica, di solito, la nozione di valore, nel senso saussuriano del termine.
La nozione linguistica di significante ha avuto poi molte applicazioni in molte altre scienze dell'uomo, grazie in particolare al movimento dello strutturalismo linguistico e filosofico. Umberto Eco ha usato ampiamente questo concetto in semiotica, Claude Lévi-Strauss in antropologia, e Jacques Lacan in psicoanalisi.